# Sonata Tamošaitytė
Sonata Tamošaitytė (ur. 28 czerwca 1987 w Kownie) – litewska biegaczka, olimpijka z igrzysk w Londynie w 2012 roku. 

## Życiorys

### Mistrzostwa krajowe
W latach 2006–2010 zostawała mistrzynią Litwy w biegu na 100 metrów przez płotki. 

### Mistrzostwa Europy
Brała udział w mistrzostwach Europy w latach 2010 (19. miejsce z czasem 13,31) i 2014 (28. miejsce i czas 13,34). Prócz tego wzięła udział w halowych mistrzostwach Europy. 

### Mistrzostwa świata
Jej jedyny udział na mistrzostwach świata nastąpił w 2009 roku w Berlinie. Uczestniczyła wtedy w biegu na 100 metrów, w którym z czasem 13,44 zajęła 31. miejsce. 

### Igrzyska olimpijskie
Uczestniczyła w biegu na 100 metrów przez płotki na igrzyskach w Londynie. Zajęła 5. miejsce w eliminacjach, które nie dało jej awansu do następnego etapu. W końcowej klasyfikacji uplasowała się na 34. pozycji. 

## Rekordy osobiste
| Dystans            | Czas  | Rok  |
| ------------------ | ----- | ---- |
| 60 m               | 7,56  | 2007 |
| 60 m przez płotki  | 8,03  | 2012 |
| 100 m              | 13,10 | 2009 |
| 100 m przez płotki | 11,95 | 2009 |
| 200 m przez płotki | 24,46 | 2009 |
| 4x100 m            | 43,95 | 2008 |